# 150e division de fusiliers (1re formation)
Pour les articles homonymes, voir 150e division.
La 150e division de fusiliers (en russe : 150-я стрелковая дивизия, abrégé en 150 сд), est une grande unité d'infanterie de l'Armée rouge, active de 1939 à 1942.

## Historique
La première formation est créée en septembre 1939 à Viazma dans le district militaire de l'Ouest (en). Elle est engagée dans l'invasion soviétique de la Pologne en octobre 1939, avec le 3e corps de fusiliers de la 3e armée du front de Biélorussie.
Elle combat de décembre 1939 à mars 1940 dans la guerre d'Hiver contre la Finlande, avec le 50e corps de la 7e armée (avec lequel elle participe à la bataille de Taïpale en décembre) puis le 3e corps de fusiliers de la 13e armée. Elle rejoint ensuite le district militaire d'Odessa. Elle participe ensuite à l'invasion de la Bessarabie contre la Roumanie en juin-juillet 1940. À la suite de l'invasion allemande, la 150e se bat sur la rivière Prout et à Tiraspol avec le 14e corps de la 9e armée. À partir d'août 1941, la division bat en retraite le long de la mer Noire vers Taganrog, par Nikolaïv et Melitopol. La division participe à la défense puis la contre-attaque de la 9e armée devant Rostov-sur-le-Don. Elle participe ensuite à la contre-offensive de la 37e armée soviétique en janvier 1942 (offensive de Barvenkovo–Lozovaïa (en)). En mai 1942, la division est affectée à la 57e armée dans la tête de pont de Barvenkovo. Elle attaque pendant la seconde bataille de Kharkov les 16 et 17 mai, sans grand succès,, avant que la contre-attaque allemande ne surprenne les forces soviétiques. Le 20 mai, la division est déplacée avec la 99e division vers le village de Bratolioubovka puis doit reculer devant les forces roumaines. Encerclée dans la poche d'Izioum, la 150e division essaie de percer le 24 mai avec la 317e division de fusiliers dans la zone de Kartamich (uk), Rakitnoë (uk) et Sovietski. Le lendemain, ces deux divisions sont rattachées à un groupe de choc formé pour briser l'encerclement, qui contient également la 393e division de fusiliers, les 26e et 49e divisions de cavalerie, la 5e brigade de chars de la Garde, les 7e et 37e brigades de chars et les restes des 21e et 23e corps de chars. Le colonel Egorov, commandant la division, est tué le matin du 26 dans une contre-attaque ménée avec les 103e et 317e divisions et des chars du 23e corps. La division, piégée, est dissoute peu après la bataille[réf. souhaitée].
Une nouvelle 150e division de fusiliers est créée en Sibérie le mois suivant.